# Bopyroidea
Super-famille
Les Bopyroidea sont une super-famille de crustacés isopodes.

## Liste des familles
Selon Catalogue of Life (10 février 2024) :
- Bopyridae Rafinesque, 1815
- Entoniscidae Kossmann, 1881
- Ionidae H. Milne Edwards, 1840
- Microniscidae

Selon ITIS (28 avril 2010) :
- Bopyridae Rafinesque-Schmaltz, 1815
- Dajidae G. O. Sars, 1882
- Entoniscidae Kossmann, 1881

Selon World Register of Marine Species (10 février 2024) :
- Bopyridae
- Entoniscidae
- Ionidae